# Бранко Пековић
Бранко Пековић (Београд, 7. мај 1979) је српски и казахстански ватерполиста, освајач бронзане медаље на Олимпијским играма 2008. у Пекингу. За репрезентацију Казахстана наступао је на Светском првенству 2013. и 2015, а на Азијским играма 2014. освојио је златну медаљу.